# OCEM-Wagen
Die OCEM-Wagen (fr: Voitures OCEM) sind französische Schnellzugwagen, von denen nach Vorgaben des Office central d’études de matériel de chemins de fer (OCEM) zwischen 1924 und 1940 2221 Exemplare gebaut wurden. In der Zeit nach dem Zweiten Weltkrieg wurden die älteren dieser Wagen auch als RA (für „rivets apparents“ – sichtbare Nieten) bezeichnet.

## Hintergrund
In den 1920er Jahren war der französische Eisenbahn-Fernverkehr in den Händen von sechs Unternehmen, die das Land räumlich unter sich aufgeteilt hatten und daher nicht in direkter Konkurrenz zueinander standen. Dennoch versuchten sie aus Gründen des Prestiges durchaus, einander zu übertrumpfen. Dies betraf auch den Komfort und die Sicherheit von Reisezugwagen.
Nach dem Ersten Weltkrieg existierte in Frankreich ein uneinheitlicher Park von Schnellzugwagen mit Aufbauten in beblechter Holzbauweise, lediglich die Untergestelle waren aus Metall. Nur die Compagnie du chemin de fer de Paris à Orléans (PO) hatte seit Ende des 19. Jahrhunderts für die Wagenkästen ihrer Schnellzugwagen eine Mischbauweise aus Metall und Holz eingeführt.
Gegen Ende des 19. Jahrhunderts war der Eisenbahnverkehr stark angewachsen. Die zunehmende Zahl der Züge, deren zunehmendes Gewicht und höhere Geschwindigkeiten dank leistungsfähigerer Lokomotiven führten zu häufigeren Unfällen. In den Holzaufbauten der Reisezugwagen waren die Fahrgäste nicht mehr ausreichend geschützt und im Fall eines Unfalls der Gefahr nicht zuletzt durch Holzsplitter und ausbrechendes Feuer ausgesetzt. Die Bahngesellschaften Compagnie des chemins de fer du Nord (NORD) und Compagnie des chemins de fer de l’Est (EST) begannen daher, eigene Reisezugwagen mit Metallaufbauten zu entwickeln. Einen anderen Weg gingen die Compagnie des chemins de fer du Midi (Midi), PO, Compagnie des chemins de fer de Paris à Lyon et à la Méditerranée (PLM) und die staatliche Chemins de fer de l’État (ETAT), die einen gemeinsamen Ausschuss ins Leben riefen.
Der Erste Weltkrieg hatte vor Augen geführt, dass eine Vereinheitlichung des französischen Eisenbahnnetzes militärstrategisch von Vorteil sei. So wurde die bereits um 1909 begonnene Elektrifizierung von Strecken der Midi mit Wechselspannung gestoppt und am 29. August 1920 die Verwendung einer Gleichspannung von 1500 V in ganz Frankreich bindend vorgeschrieben. Bereits 1918 regte das Ministerium für Tiefbau die Entwicklung eines standardisierten Wagenparks an.

## Geschichte und Beschreibung

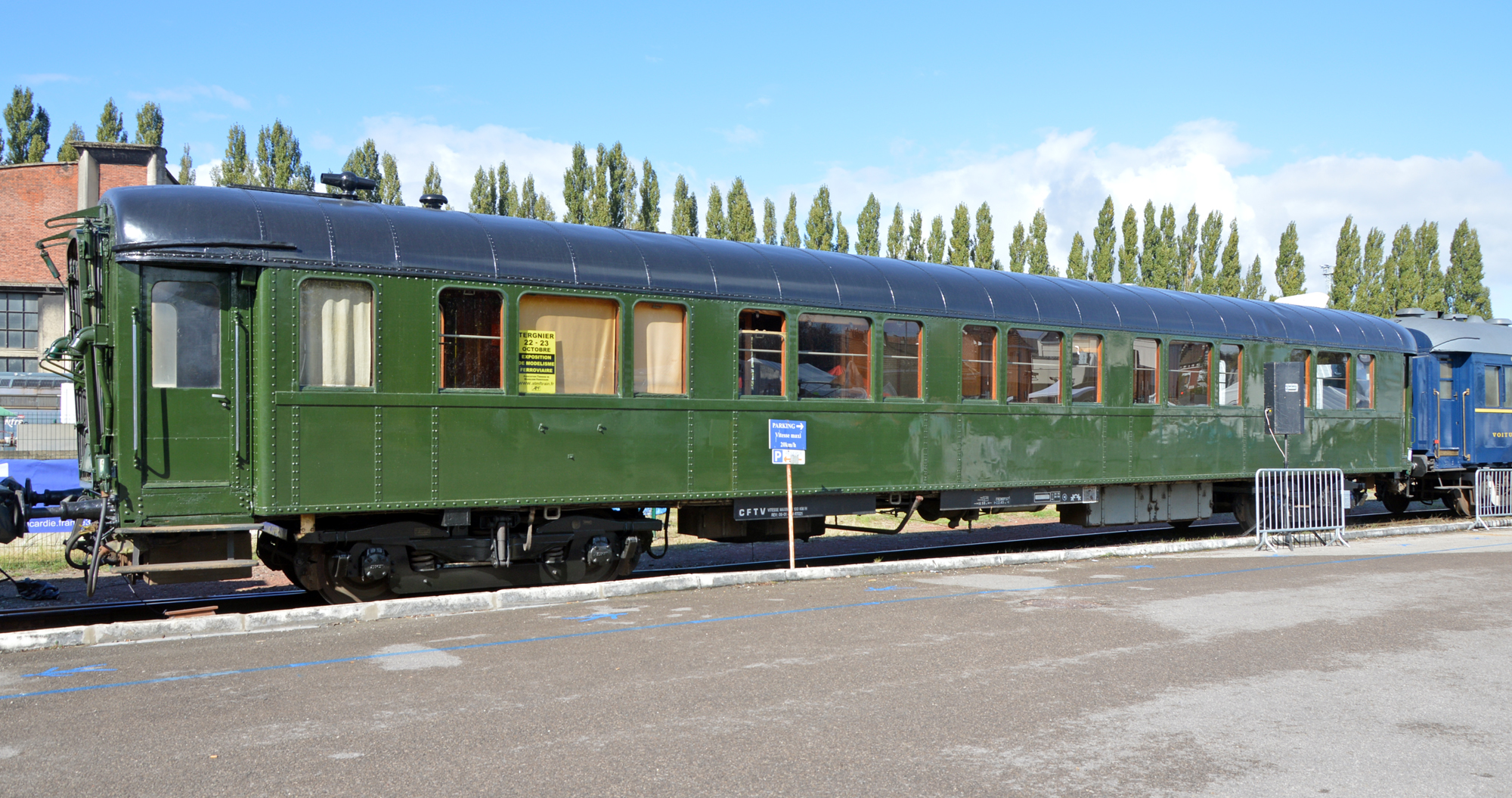
Ehemaliger OCEM-Liegewagen der PLM beim Chemin de fer touristique du Vermandois

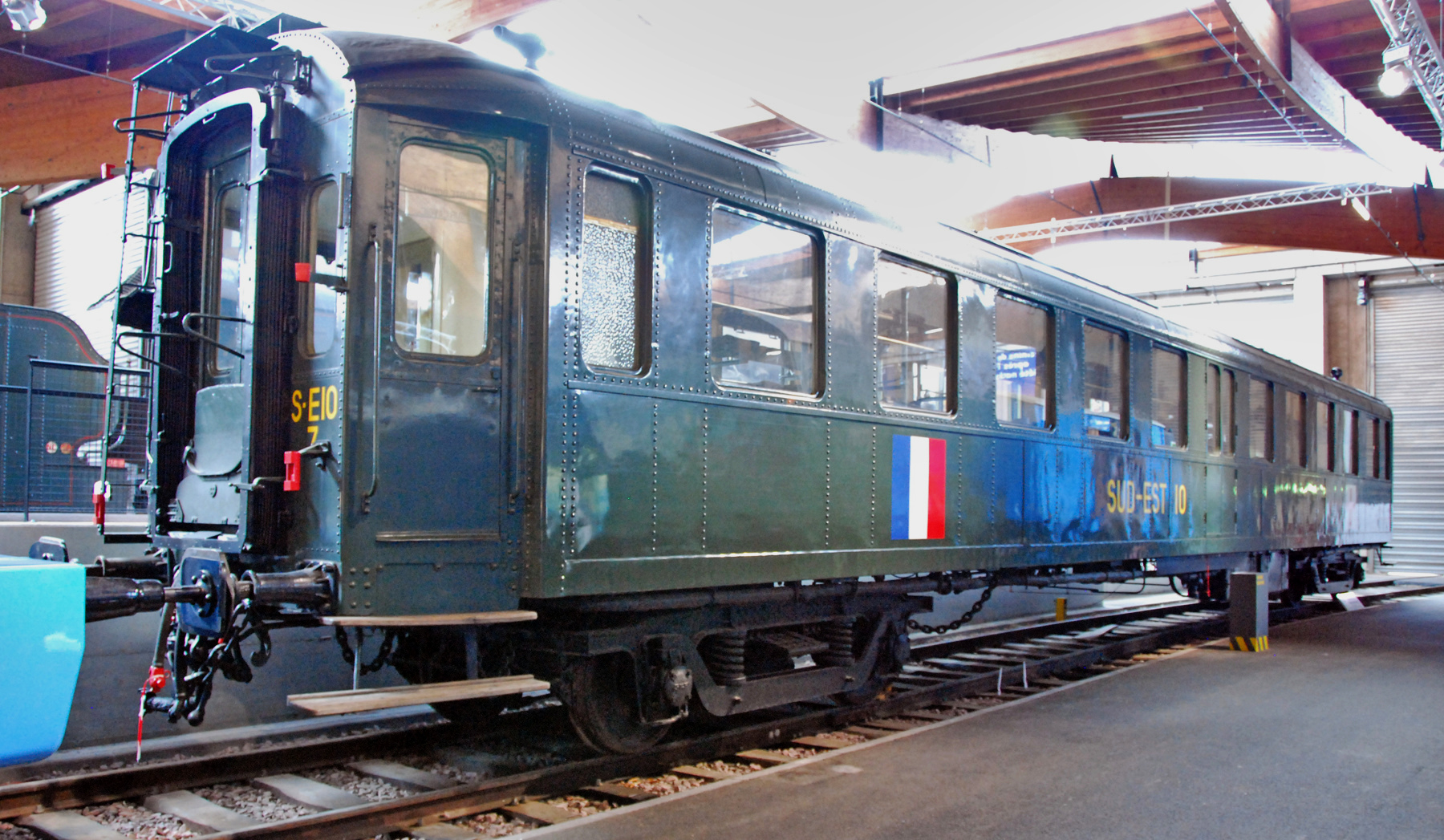
C11 „Bacalan“ (ehemals PLM) als Lazarettwagen

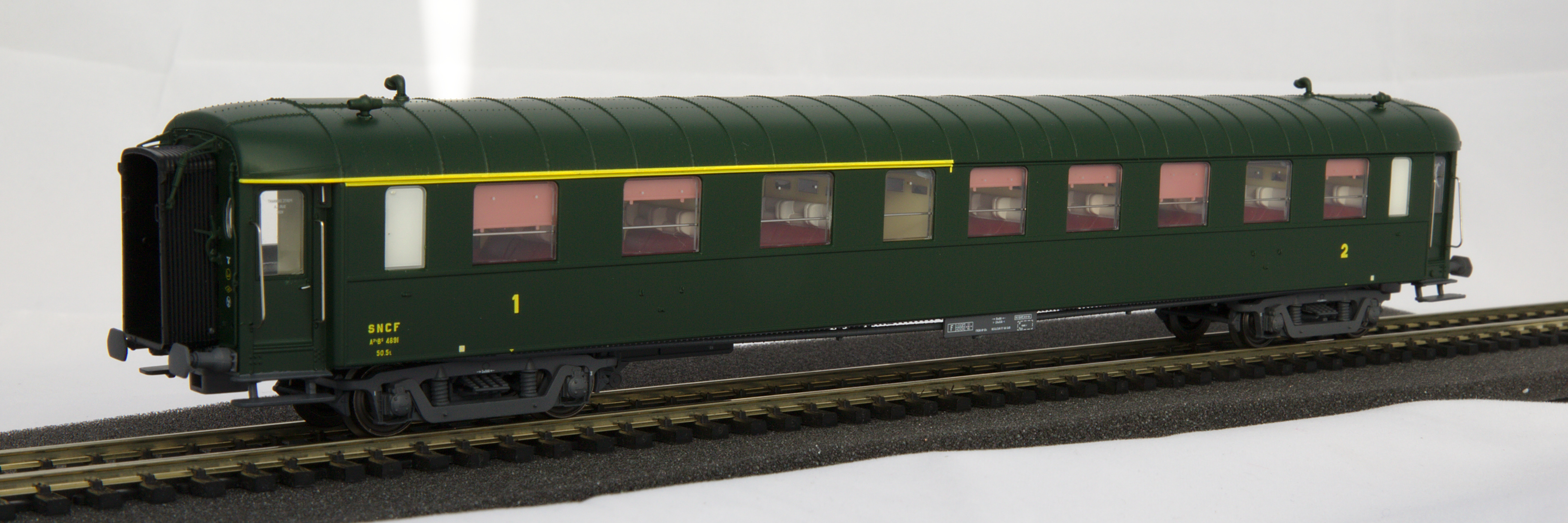
H0-Miniaturmodell eines OCEM-Liege- und Schlafwagens mit glatten Seitenwänden

Am 21. August 1919 gründeten Midi, PO, PLM und ETAT das Office central d’études de matériel de chemins de fer (OCEM), dem sich 1929 auch die NORD und die EST anschlossen. Eine der Aufgaben des OCEM war, einen standardisierten Ganzmetall-Reisezugwagen zu entwickeln, der von allen Herstellern gebaut werden sollte.
Der Prototyp wurde 1924 an die Midi ausgeliefert. Dieser erste französische Ganzmetallwagen wies als Typ A3B5 drei Abteile der ersten und fünf der zweiten Wagenklasse auf. Der stabile Wagenkasten war genietet und mit den Längsträgern verschraubt; die an die Säulen und Bögen genieteten Seiten- und Dachbleche bildeten mit jenen das Grundgerüst. Diese Techniken, die seit dem 19. Jahrhundert aus dem Brücken- und Schiffsbau vertraut waren, hielten die Herstellungskosten niedrig. Die Drehgestelle entsprachen der Bauart Y2, die bereits 1907 bei der Compagnie des chemins de fer de l’Ouest, dem Vorgänger der ETAT, verwendet worden war.
Zwischen 1925 und 1932 wurden 1036 dieser Wagen in verschiedenen Ausführungen gebaut. Häufigste Version war der C9 (neun Abteile dritter Klasse), von dem die ETAT 120, die PLM 110 und die Administration des chemins de fer d’Alsace et de Lorraine (AL) 20 Exemplare erhielt. Bei der PLM liefen mit 535 Fahrzeugen die meisten genieteten Wagen (vor allem 185 C11, je 110 B9 und C9), die Midi folgte mit 251 Wagen (davon 150 C10). Sonderformen waren 14 Liegewagen (A10c10) der PLM und 20 gemischte Liege- und Schlafwagen der Midi. Insgesamt 105 Wagen (C4D) verfügten über ein Gepäckabteil. Auf Langläufen waren die Wagen auch netzübergreifend unterwegs.
Die PO zögerte zunächst, die neuen, schwereren Wagen einzuführen. Sie wollte abwarten, wie sie sich bei den anderen Gesellschaften bewährten und eventuelle „Kinderkrankheiten“ erkannt und beseitigt waren. Zudem verfügte sie ja bereits über eine Anzahl Halbmetallwagen in Mischbauweise. Für den Einsatz auf ihren gebirgigen Strecken entwickelte sie eine Konstruktion, bei der sich zwei permanent gekuppelte Wagen auf ein mittiges Jakobs-Drehgestell abstützten. Damit wurde bei einem um rund 5 t geringeren Gewicht pro Wagen der Fahrkomfort von Drehgestellwagen erzielt. Da sich die OCEM-Wagen, von ihrem höheren Gewicht und den Reinigungsproblemen abgesehen, als eine gelungene Konstruktion erwiesen, schloss sich die PO schließlich deren Konzept an. Sie beauftragte die Firma Dyle & Bacalan, 22,75 m lange Wagen des Typs B4C6 zu bauen; unter anderem durch die Verwendung kleinerer Nieten konnte deren Gewicht auf 44 t reduziert werden. Die zehn B4C6 (Baujahr 1927) der PO und die folgenden 185 C11 (Baujahre 1929–31) der PLM wurden nach ihrem Hersteller auch als „Bacalan“–Wagen bezeichnet.
Hauptsächlich, um die Wagen äußerlich besser reinigen zu können, wurden ab 1931 Senkkopfnieten verwendet, sodass mit der Lackierung glatte Außenflächen entstanden. So konnte Rostbefall verringert werden, der vor allem an von Dampflokomotiven gezogenen Wagen entstand. Von den 862 Exemplaren dieser Serie mit gefälligerer Optik erhielt allein die ETAT, deren Strecken im Westen des Landes lagen, 617 Fahrzeuge und nutzte sie für ihre Werbung als „Tourismus- und Seebädernetz“. 50 dieser Wagen nutzte die ETAT für Zubringerzüge zum Transatlantikverkehr und stattete sie im Stil der Pullman-Wagen der Compagnie Internationale des Wagons-Lits luxuriös aus. Die letzten Wagen dieser Serie wurden an die SNCF ausgeliefert, in der die bisherigen Unternehmen am 1. Januar 1938 aufgegangen waren.
Ende der 1930er Jahre schlug die OCEM den Bau von geschweißten statt genieteten und damit leichteren Wagen vor. Die aus dem Zusammenschluss der PO und der Midi hervorgegangene PO-Midi bestellte davon 63 Wagen der dritten Klasse, darunter 27 mit Gepäckabteil. Insgesamt wurden 323 OCEM-Wagen mit geschweißten Wagenkästen gebaut.

## Lazarettwagen
Zahlreiche OCEM-Wagen waren zu Lazarettwagen umrüstbar. Die zehn genieteten Fahrzeuge des Typs B4C6 der PO wiesen mittig gegenüber der Gangseite eine zweiflügelige Tür auf, die im Regelfall verschlossen war. Bei einigen der zehn geschweißten C10 der PO befanden sich diese für das Verladen von Krankentragen überbreiten Türen an einem Abteil an einem Wagenende.

## Post- und Güterwagen
Die OCEM zeichnete zudem für mehrere Bauarten von geschlossenen und offenen zweiachsigen Einheitsgüterwagen verantwortlich, auch entstanden vierachsige Post- und zweiachsige Gepäckwagen. Diese werden jedoch nicht unter dem Begriff Voitures OCEM zusammengefasst. 

## Ende und Verbleib

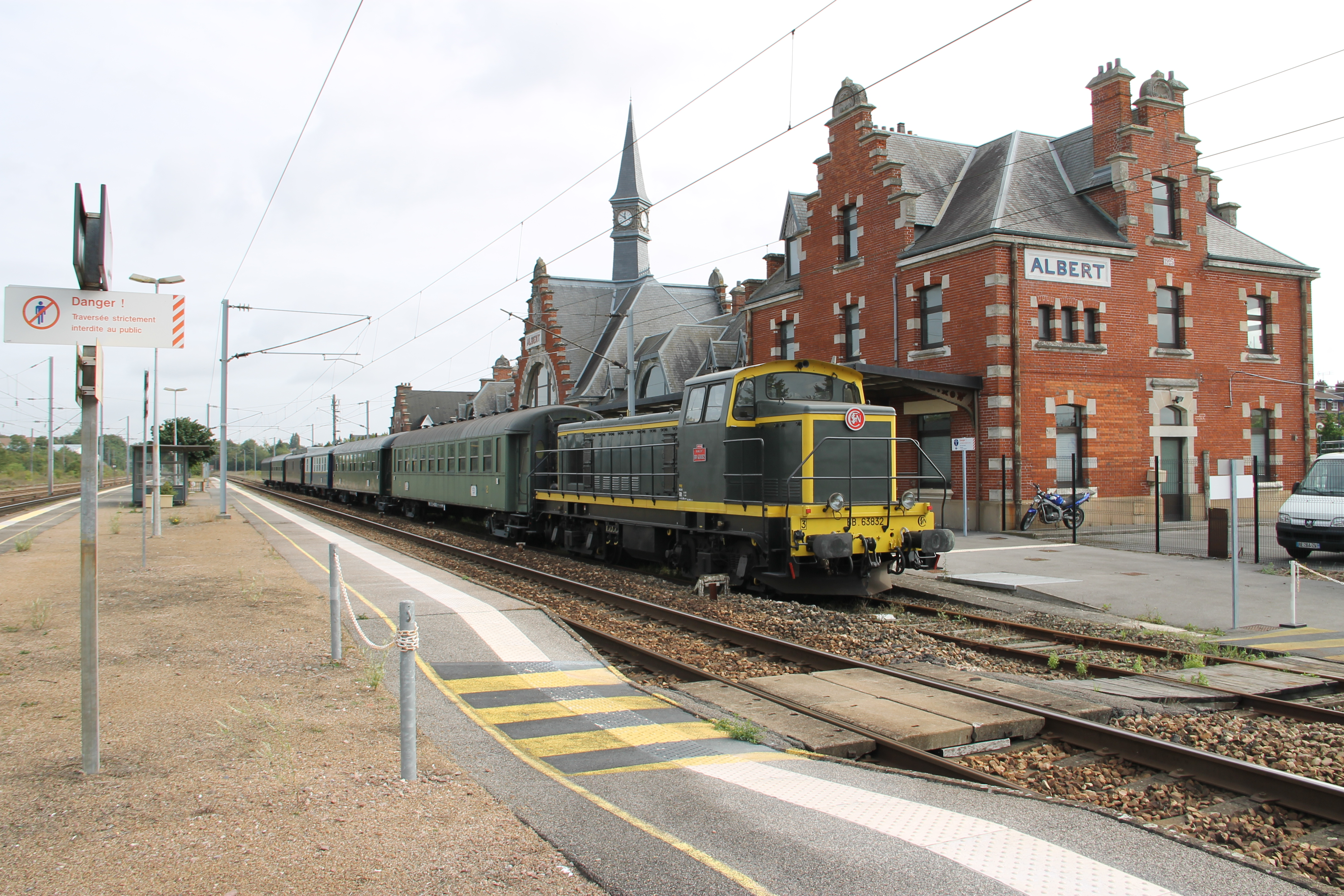
Zug des Pacific Vapeur Club mit OCEM-Wagen im Bahnhof Albert (2013)

Im Zuge der Gründung der SNCF wurde die OCEM 1938 aufgelöst. Der überwiegende Teil der OCEM-Wagen wurde bis zum Ende der 1970er Jahre eingesetzt, die letzten wurden 1987 abgestellt.
Zahlreiche Wagen finden aber noch als Bahndienstfahrzeuge Verwendung. Auch bei Museumsbahnen und Vereinen wie dem Pacific Vapeur Club sind noch OCEM-Wagen vorhanden.